# Kloster Maria Birnbaum

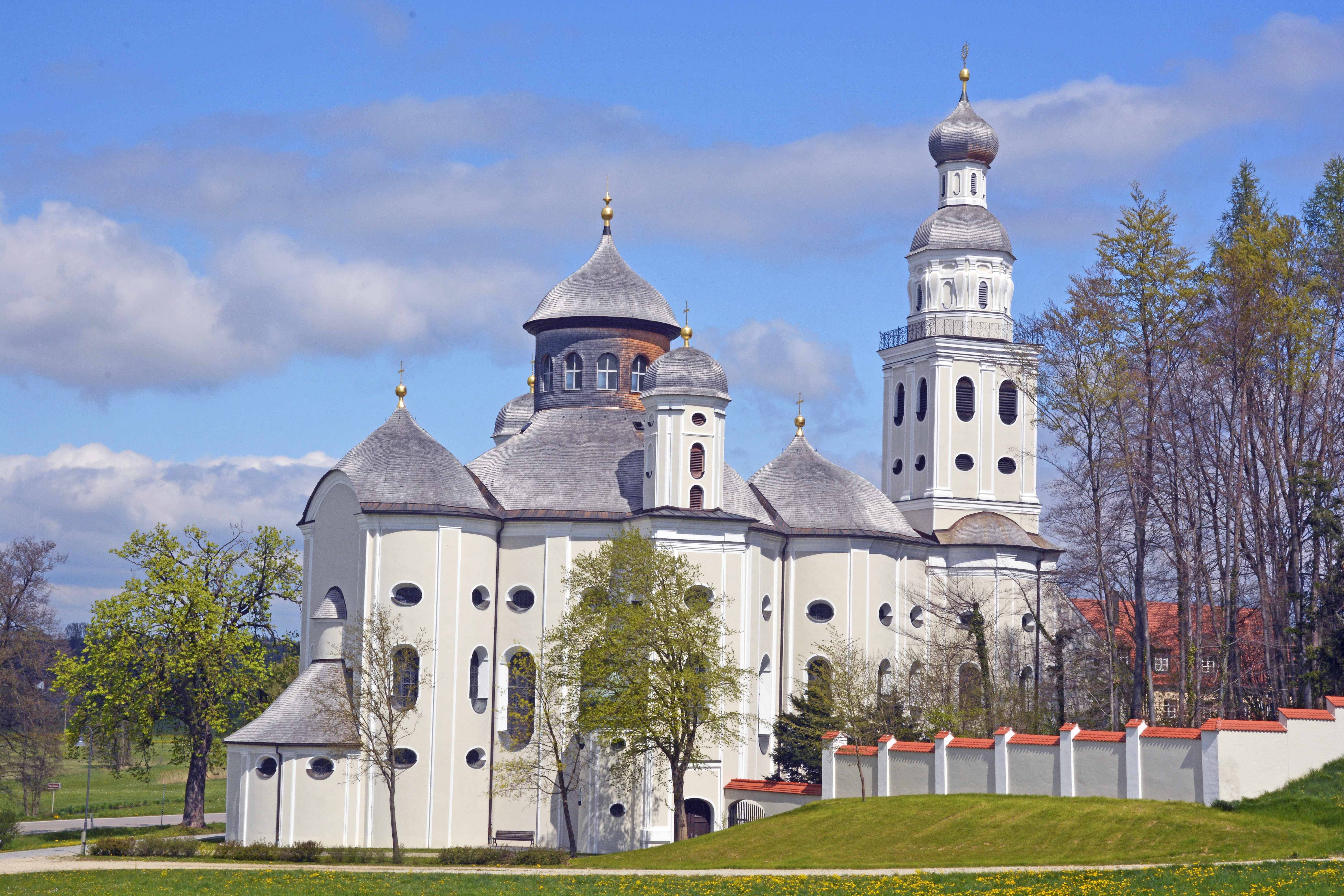
Kloster Maria Birnbaum (Ansicht von Süden)

Das Kloster Maria Birnbaum liegt am Fluss Ecknach südlich von Sielenbach im historischen Wittelsbacher Land an der Straße nach Adelzhausen im Landkreis Aichach-Friedberg (Bayern). Das Kloster liegt am 7-Klöster-Weg, der 7 ehemalige oder bestehende Klöster verbindet.

## Geschichte
Die barocke Kirche Maria Birnbaum wurde zwischen 1661 und 1668 von Constantin Pader im Auftrag von Philipp Jakob von Kaltenthal, dem Komtur des Deutschen Ordens im benachbarten Ort Blumenthal, erbaut. Die Wallfahrtskirche „Unserer Lieben Frau im Birnbaum“ wurde der Mutter Gottes mit den sieben Schmerzen geweiht. Die erste Kuppel-Kirche nördlich der Alpen erinnert an byzantinische Bauten, doch spielten italienische Einflüsse beim Bau von Maria Birnbaum eine große Rolle.
Schwedische Soldaten verstümmelten 1632 ein Marienbild, das in der Nähe aufgestellt war, und warfen es in einen Teich. Ein Dorfhirte aus Sielenbach fand es und stellte es in einen hohlen Birnbaum. 1659/60 ereigneten sich dort Wunderheilungen und die Wallfahrt setzte ein. Daraufhin wurde die Kirche um den Birnbaum erbaut, der 1671 abstarb. Das Gnadenbild befindet sich am Hochaltar, in einer Höhlung des Baumstammes. Der Stamm ist hinter dem Altar zu sehen.
Seit 1867/68 bewohnten die Kapuziner das Kloster. 1998 übernahm der Deutsche Orden wieder die Wallfahrtskirche. Er renovierte das Konventgebäude und errichtete eine Wallfahrtsgaststätte sowie einen Klosterladen, um die Wallfahrt wieder zu beleben. Von 2001 bis 2013 war hier das Noviziat der Deutschen Brüderprovinz, es wurde im September 2020 erneut in den Konvent Maria Birnbaum verlegt.

## Blauer Bund
Der blaue Bund ist die Gemeinschaft (Messbündnis) der Bauern bzw. deren Nachkommen, die die Kirche Maria Birnbaum vor dem Abriss bewahrt und von 1865 bis 1868 renoviert hat. Der blaue Mantel mit Gürtel und weißem Kragen ist das Symbol für den Bund, der seit fast 150 Jahren nur in der Pfarrei Sielenbach besteht und 30 Männer zählt. Ein Mitglied behält den blauen Mantel ein Leben lang und wird in ihm auch beigesetzt. Das Bündnis geht zurück auf Mathias Asum aus Lichtenberg (Markt Altomünster) und seinen Freund Mathias Asam aus Tödtenried (Gemeinde Sielenbach). Die beiden Landwirte sprachen beim Erzbischof von München-Freising, Gregor von Scherr, erfolgreich gegen einen Abriss der baufälligen Wallfahrtskirche vor. Asum opferte seinen Besitz und die Wallfahrtskirche wurde mit Hilfe der bäuerlichen Bevölkerung renoviert. In der Sakristei befinden sich heute noch Bilder von den beiden „Kirchenrettern“. -
Festliche Auftritte: Ostermontag (Hauptfest), Faschingsdienstag, Mariä Himmelfahrt, 2. Advent (Fest der unbefleckten Empfängnis).

## 7-Klöster-Weg
Das Kloster ist auch eine Station des 7-Klöster-Wegs, einem Radweg, der sieben bestehende oder ehemalige Klöstern im Dachauer und Wittelsbacher Land miteinander verbindet. Die Klöster sollen durch diesen 100 km langen Radweg wieder ins Bewusstsein gerufen und erfahrbar werden. Die sieben Klöster sind: Kloster Schönbrunn in Röhrmoos, Kloster Weichs, Kloster Indersdorf, Kloster Petersberg, Kloster Altomünster, Kloster Maria Birnbaum und Kloster Taxa bei Odelzhausen.